# Eli Amir

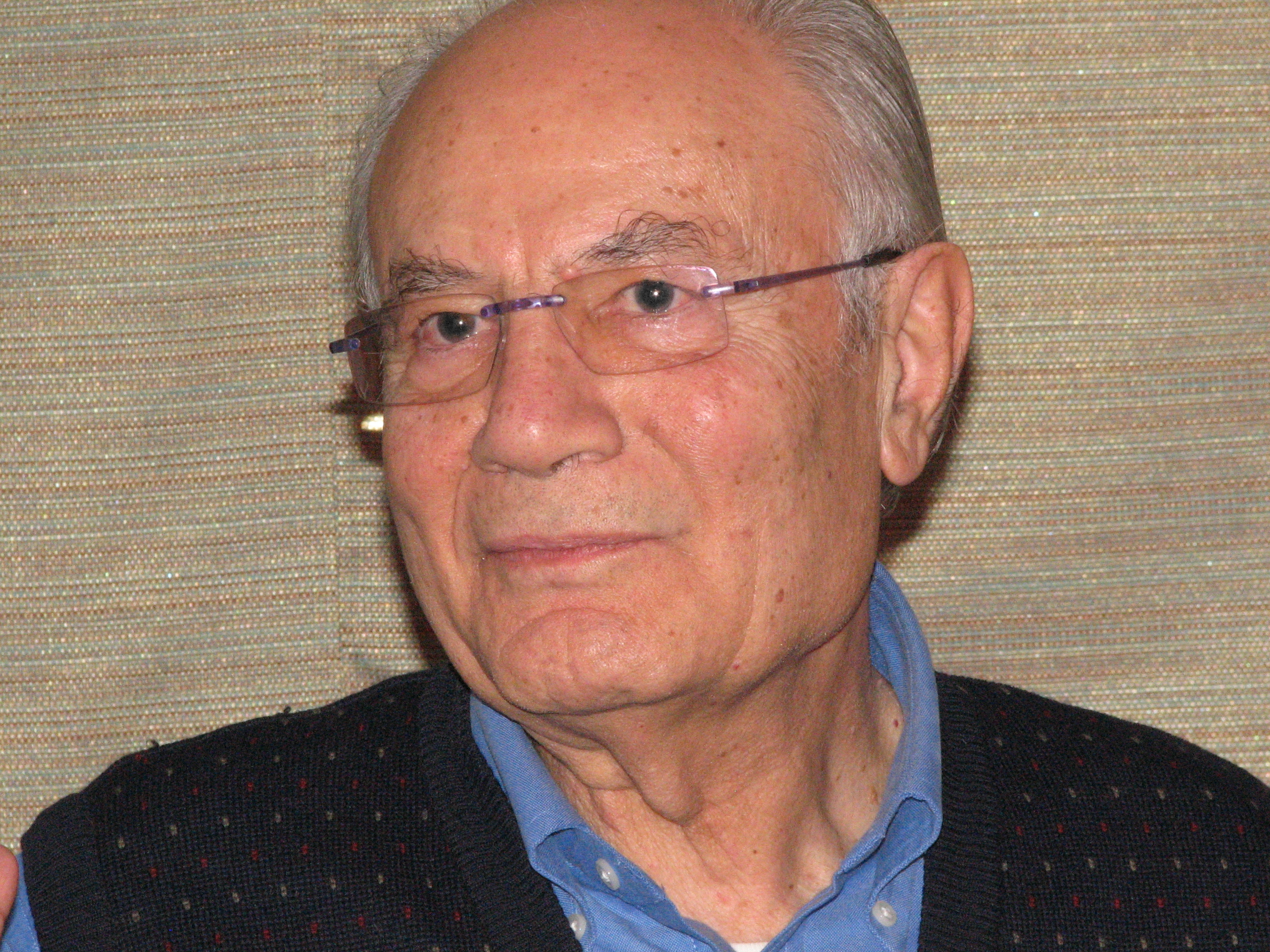
Eli Amir, 2011

Eli Amir (hebräisch אלי עמיר; arabisch ايلى عمير; * 26. September 1937 in Bagdad, Königreich Irak) ist ein hebräischsprachiger israelischer Schriftsteller, der im Irak geboren wurde und 1950 nach Israel emigrierte.

## Leben und Werk
An der Hebräischen Universität Jerusalem studierte Amir arabische Sprach- und Literaturwissenschaft und Geschichte des Nahen Ostens und arbeitete im Einwanderungsministerium. Er wurde persönlicher Referent des Politikers Schimʿon Peres und Berater in Bildungsfragen und bei Friedensverhandlungen unter Golda Meir und Jitzchak Rabin. Zuletzt war er Dozent an der Ben-Gurion-Universität im Negev.
Amir veröffentlichte mehrere Romane, die in Israel Bestseller waren und in mehreren Ländern in Übersetzungen erschienen. Die Bücher erzählen von der schwierigen Suche emigrierter orientalischer Juden nach einer neuen Identität in Israel und der schwierigen Aufbauarbeit des Staates Israel.
Im Jahr 2008 verlieh ihm die Universität Tel Aviv die Ehrendoktorwürde. Die Bar-Ilan-Universität verlieh ihm 2011 die Ehrendoktorwürde.

## Ausgewählte deutsche Buchausgaben
- Der Taubenzüchter von Bagdad, deutsche Übers. von Karina Of, Lübbe: Bergisch Gladbach 1998. ISBN 3-404-15189-5
- Shauls Liebe, deutsche Übers. von Stefan Siebers, Lübbe: Bergisch Gladbach 2000. ISBN 3-7857-1517-X
- Im Schatten der Orangenhaine, deutsche Übers. von Stefan Siebers, Lübbe: Bergisch Gladbach 2004. ISBN 3-404-92154-2
- Jasmin, deutsche Übers. von Barbara Linner, C. Bertelsmann: München 2007. ISBN 978-3-570-00933-8

## Werke über Eli Amir
- Stefan Siebers, Der Irak in Israel, Vandenhoeck & Ruprecht: Göttingen 2010. ISBN 978-3-525-56937-5

## Zitate
- „Europa steht vor einem Krieg der Kulturen. Und was tut es? Es rennt davon.“
- „Israel hat Fehler gemacht. Aber die größte Tragödie ist, dass die arabischen Staaten Israel nicht akzeptieren.“
- „Juden wie Muslime müssen lernen, dass Kompromisse keine Zeichen von Schwäche sind.“[4]